# Scambus vesicarius
Scambus vesicarius är en stekelart som först beskrevs av Julius Theodor Christian Ratzeburg 1844.  Scambus vesicarius ingår i släktet Scambus och familjen brokparasitsteklar. Arten är reproducerande i Sverige. Inga underarter finns listade i Catalogue of Life.